# Ahipara

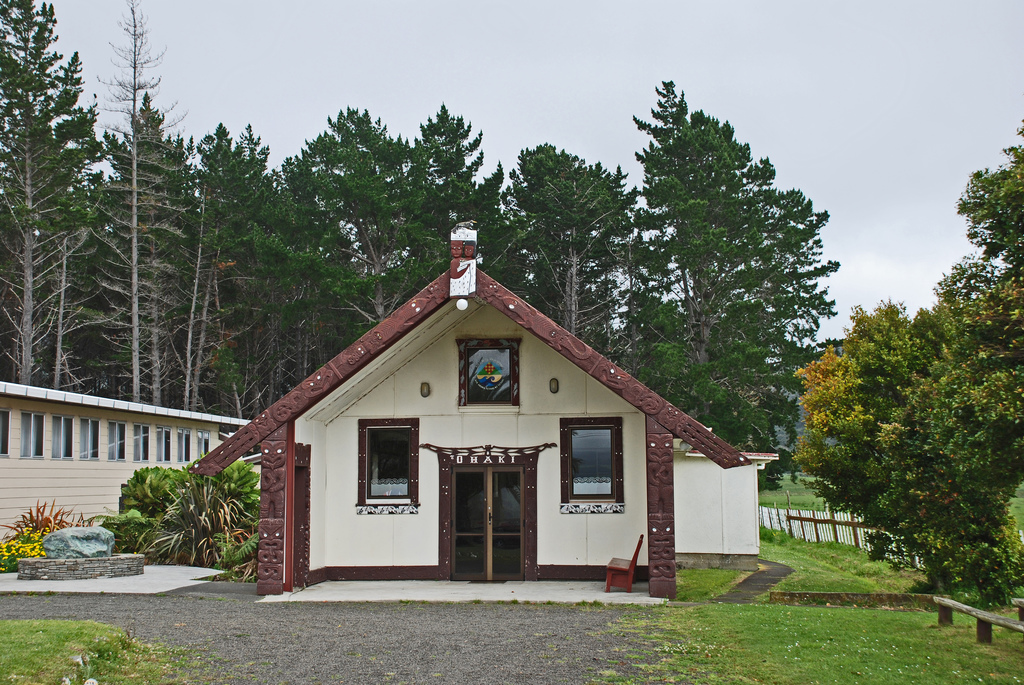
Wharenui, Auahi Kore Marae

Ahipara ist eine Gemeinde im Far North District in der Region Northland im Norden der Nordinsel Neuseelands.

## Geographie
Der Ort liegt am Südende des Ninety Mile Beach. Im Westen befindet sich die Tauroa Peninsula und im Osten der Herekino Forest. Die Bucht Ahipara Bay begrenzt den Ort im Nordwesten. Kaitaia ist 14 km Straßenkilometer nordöstlich gelegen. Auf halber Strecke liegt Pukepoto.
Die Shipwreck Bay an der Südspitze der Ahipara Bay besitzt mehrere bei Ebbe sichtbare Schiffswracks.

## Bevölkerung
Die Einwohnerzahl des Ortes nahm gegenüber der Volkszählung im Jahr 2001 mit 1077 Einwohnern und 2006 mit 1170 Einwohnern im Jahr 2013 mit 1137 Einwohnern leicht zu.

## Bildung
In Ahipara befindet sich eine Primary School (Grundschule), in der acht Jahrgänge unterrichtet werden. 2008 besuchten 241 Kinder diese Schule. Sie wurde 1872 als Missionsschule gegründet und zog 1901 an den heutigen Standort.